# Ветеринарная психология
Ветеринарная психология — это прикладная дисциплина на стыке ветеринарной медицины и зоопсихологии, изучающая нервные и психические расстройства животных с клинической точки зрения. Она построена на объективных методах современной зоопсихологии и нозологии клинической психологии человека.
Ветеринарная психология выделена в самостоятельную отрасль недавно, в качестве теоретической базы опирается на достижения современной зоопсихологии и ветеринарной медицины.
Попытки изучения психики животных привели к возникновению этологии и бихевиоризма, изучавших не столько психику, сколько поведение животных; впоследствии в зоопсихологии появились методы, позволяющие исследовать собственно психику. Именно в рамках новой отрасли зоопсихологии впервые была рассмотрена нозология расстройств психики животных и проведены параллели с патопсихологией человека. Медико-биологические основы ветеринарной психологии представлены нейробиологией, ключевую роль в которой играет нейрофизиология и теория И. П. Павлова.
Одним из ключевых понятий ветеринарной психологии является психический (эмоциональный) стресс как причина большинства психологических расстройств. Патофизиология стресса впервые описана Г.Селье, однако, в отличие от смежной дисциплины, ветеринарной психоневрологии, в ветеринарной психологии нет необходимости изучать весь комплекс изменений. Серьезный толчок развитию этих дисциплин дали работы С. И. Лютинского, изучавшего различные проявления стресса у животных.
Несмотря на существование в нейронауке таких фундаментальных трудов, как работы И. П. Павлова, С. П. Боткина, И. М. Сеченова, В. М. Бехтерева, в психологии человека работа строится на беседе с пациентом; такой подход во многом субъективен. Поскольку в работе с животным вербальный контакт невозможен, она, как и вся ветеринарная медицина, строится на объективных методах.
Долгое время ветеринарная психология оставалась составной частью зоопсихологии на стыке с ветеринарной психоневрологией. Однако, практическое изучение и теоретическое обоснование аномалий психики животных позволили выделить её в самостоятельную дисциплину.
Предмет ветеринарной психологии как научно-практической дисциплины:
- Психические проявления различных расстройств.
- Роль психики в возникновении, течении и предупреждении расстройств.
- Влияние различных расстройств на психику.
- Нарушения развития психики.
- Разработка принципов и методов исследования в клинике.
- Проведение психотерапии и разработка её методов.
- Создание психологических методов воздействия на психику животного в лечебных и профилактических целях.

Ветеринарная психология включает в себя:
- психологию больных животных;
- психологию лечебного взаимодействия;
- представление о норме и патологии психической деятельности;
- психологию девиантного поведения;
- неврозологию или причины возникновения и протекания неврозов;
- психосоматику, то есть проблемы, возникающие в связи с соматическими расстройствами.

Встречные взаимосвязи, то есть связи соматической патологии с расстройствами психики, представляют собой один из предметов ветеринарной психоневрологии.
В ветеринарной психологии возможны следующие методы диагностики:
- Наблюдение
- Психофизиологические методы (ввиду недоступности у животных ЭЭГ могут использоваться косвенные методы, например, ЭКГ+пульсограмма)
- Биографический и анамнестический методы (сбор сведений об образе жизни, лечении, течении и причинах расстройства)
- Экспериментально-психологический метод (стандартизированные и нестандартизированные методики)

Методы коррекции разделяются на:
- психогигиену (нормализацию образа жизни в соответствии с видовыми нормами)
- психотерапию — специализированные приемы и упражнения, направленные на устранение причин проблем психики, а также симптоматическую помощь.

Вопросы медикаментозной поддержки терапии отнесены к ветеринарной психоневрологии.